# Charlie Watts
Charles Robert "Charlie" Watts, född 2 juni 1941 i London, död 24 augusti 2021 i London, var en brittisk trumslagare, bandledare och musikproducent, främst känd som medlem av The Rolling Stones.

## Biografi
Charlie Watts föddes på University College Hospital i Bloomsbury i centrala London, och växte upp i Wembley i nordvästra London. Hans föräldrar var Charles Richard Watts, lastbilsförare, och Jessica Mort Watts. Han gick i skola på Tylers Croft Secondary Modern School och Harrow Art School. Senare flyttade familjen till det närbelägna Kingsbury i Brent. Under sin uppväxt lyssnade han ofta på rock, jazz och blues och ville tidigt spela trummor. År 1960 spelade han med ett lokalt band när han träffade Alexis Korner, som övertygade Watts om att gå med i Korners band Blues Incorporated. 
Senare samma år fick bandet en ny sångare, Mick Jagger, och två nya gitarrister, Brian Jones och Keith Richards. Strax efter det lämnade Watts dock Blues Incorporated på grund av det hektiska schemat de hade. Utbildad inom reklamvärlden, hittade Watts snart ett jobb på reklam- och marknadsföringsföretaget Charles Hobson & Gray. År 1962 försökte medlemmarna i Blues Incorporated (nu kallade The Rolling Stones) övertala Watts att gå med igen. Han behöll dock sitt ordinarie arbete tills Stones hade sitt första stora framträdande på Crawdaddy's Club nära London. I januari 1963 slutade han sitt jobb för att helt koncentrera sig på The Rolling Stones. Watts skolades inom jazz och blues och turnerade med diverse olika band, men blev mest känd som trumslagare och originalmedlem i Rolling Stones.

### Privatliv
Den 14 oktober 1964 gifte sig Watts med Shirley Ann Shepherd, som han träffade innan Rolling Stones startade. Makarna förblev gifta till Watts bortgång och fick en dotter, Seraphina Watts, född 18 mars 1968. 
I juni 2004 konstaterades att Watts fått strupcancer, som dock kunde behandlas och inte hindrade honom från att fortsätta uppträda med Rolling Stones. Han avled i augusti 2021.

## Diskografi
Utöver inspelningar med Rolling Stones gav Watts ut följande album:
- The Charlie Watts Orchestra – Live at Fulham Town Hall (1986, Columbia Records)
- The Charlie Watts Quintet – From One Charlie (1991, Continuum Records)
- The Charlie Watts Quintet – A Tribute to Charlie Parker with Strings (1992, Continuum Records)
- The Charlie Watts Quintet – Warm and Tender (1993, Continuum Records)
- The Charlie Watts Quintet – Long Ago and Far Away (1996, Virgin Records)
- The Charlie Watts-Jim Keltner Project (2000, Cyber Octave Records)
- The Charlie Watts Tentet – Watts at Scott's (2004, Sanctuary Records)
- The ABC&D of Boogie Woogie – The Magic of Boogie Woogie (2010, Vagabond Records)
- The ABC&D of Boogie Woogie – Live in Paris (2012, Eagle Records)
- Charlie Watts meets the Danish Radio Big Band (Live at the Danish Radio Concert Hall, Copenhagen 2010) (2017, Impulse! Records)

## Bilder

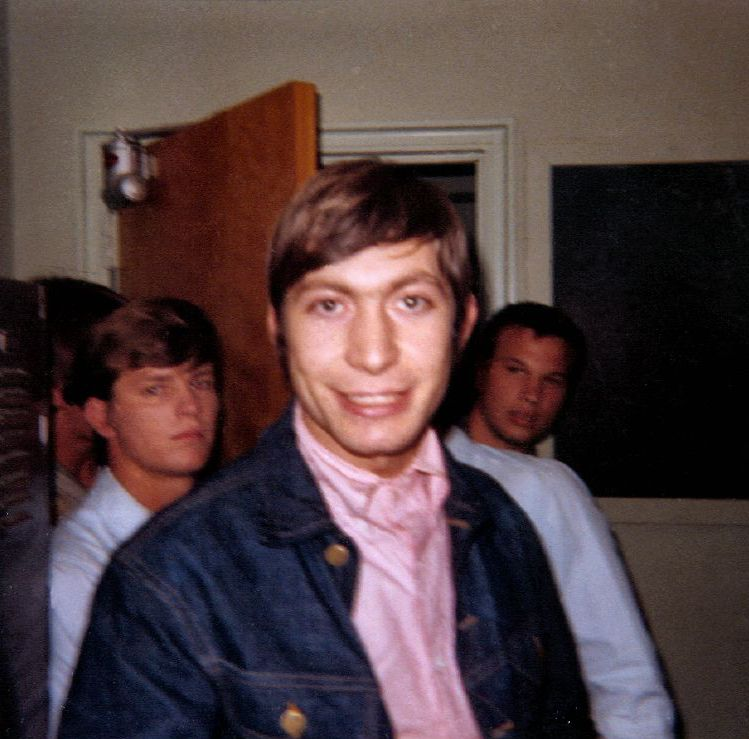
Backstage på Georgia Southern University 1965.
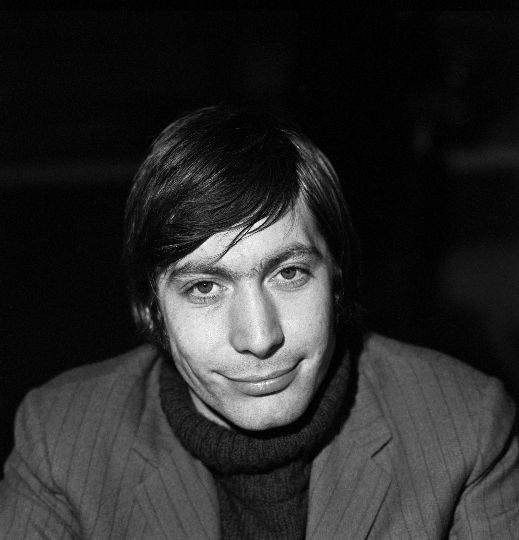
Charlie Watts i Finland 1965.
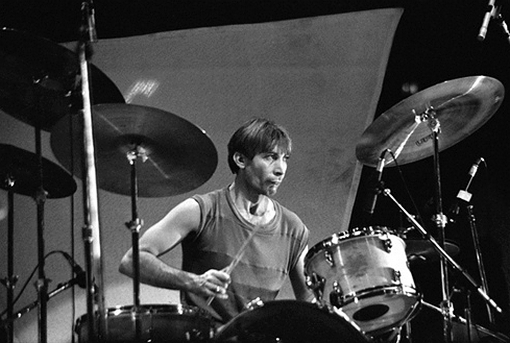
Charlie Watts med Stones på Rupp Arena, Lexington Kentucky 11 December 1981
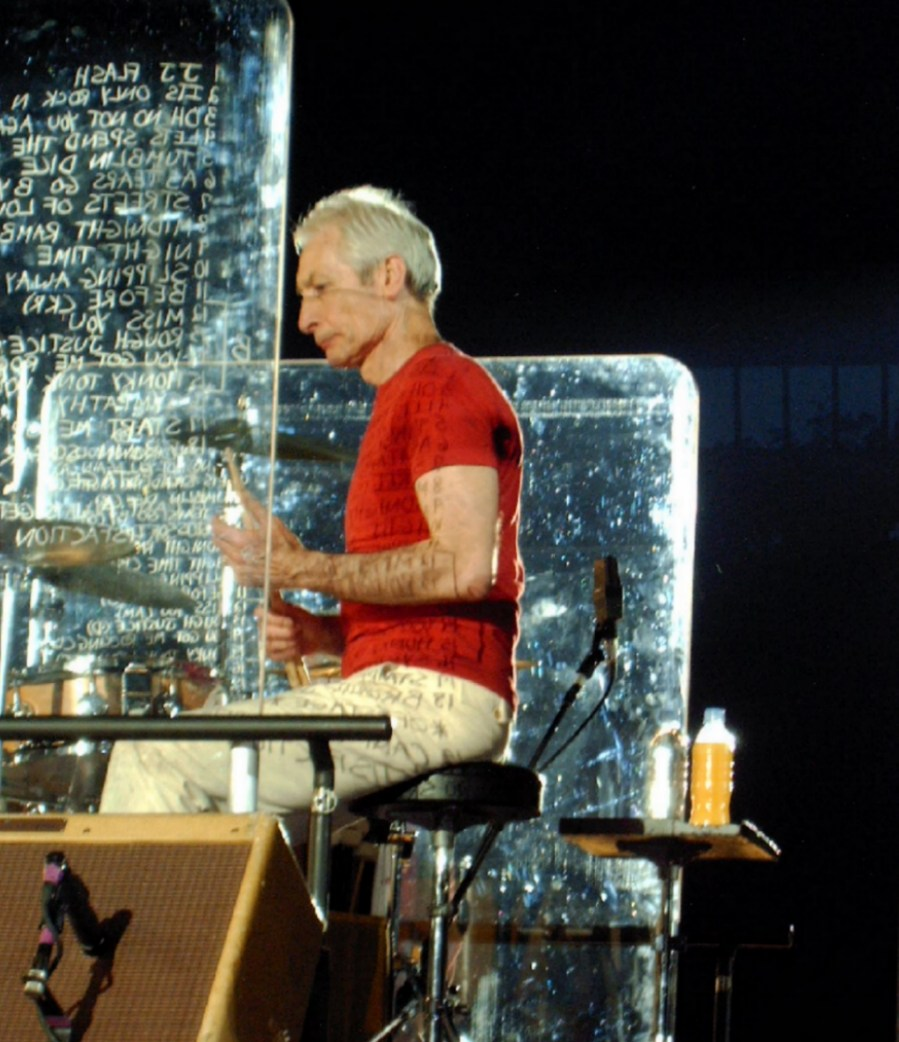
Watts med The Rolling Stones i Hannover 2006.
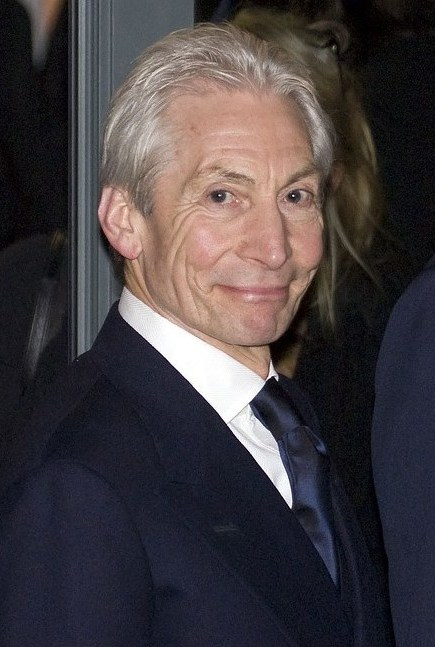
Watts vid Filmfestivalen i Berlin 2008.
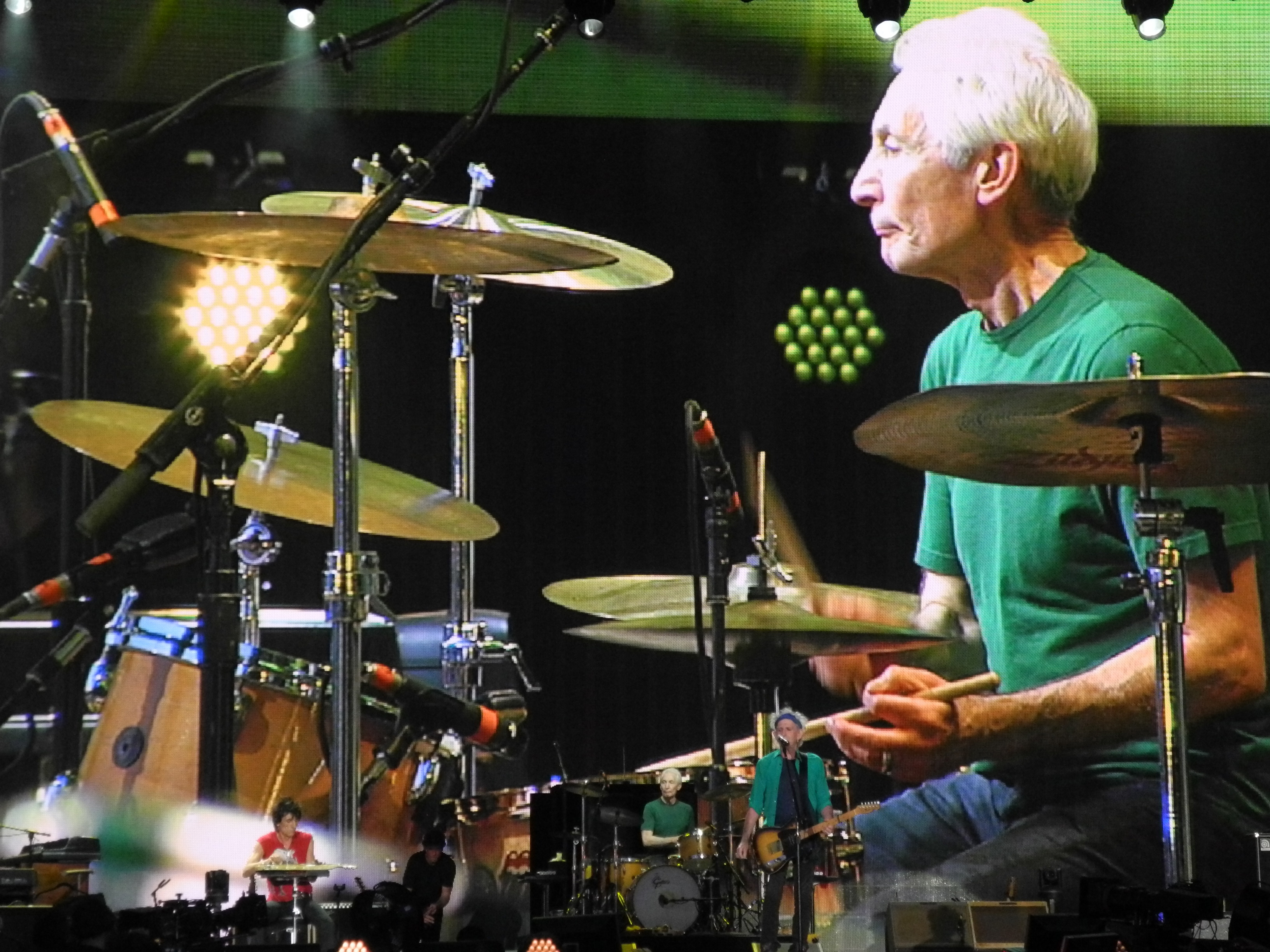
Charlie Watts och Rolling Stones i Hyde Park 2013.